# 観村咲子
観村 咲子（みむら しょうこ）は、日本の女性声優。主にアダルトゲームに声をあてている。

## 出演
太字はメインヒロイン格。

### ゲーム

#### 2003年
- 月は東に日は西に 〜Operation Sanctuary〜（藤枝 保奈美）

#### 2004年
- オーガストファンBOX（藤枝 保奈美）
- グリーングリーン2 恋のスペシャルサマー（柊 麻里亜）

#### 2005年
- グリーングリーン3 ハローグッバイ（柊 麻里亜）
- チュートリアルサマー（葉月 涼帆）

#### 2006年
- ボーイミーツガール（春日野 陽菜[1]）

#### 2007年
- Clear -クリア-（月村 美姫）

#### 2008年
- FORTUNE ARTERIAL（千堂 瑛里華）[2]

### CD
- ドラマCD 月は東に日は西に groovin' white vacation vol. 1 - 2（藤枝 保奈美） -  発売・販売：マリン・エンタテインメント